# Kacper Lisowski
Kacper Jerzy Lisowski (ur. 28 grudnia 1972 w Warszawie) – polski scenarzysta, operator kamery oraz autor zdjęć. 

## Życiorys
Syn aktorki Hanny Stankówny i krytyka literackiego Jerzego Lisowskiego. Absolwent II Liceum Ogólnokształcącego im. Stefana Batorego w Warszawie (matura 1991). Absolwent Wydziału Operatorskiego PWSFTviT w Łodzi oraz Mistrzowskiej Szkoły Reżyserii Filmowej Andrzeja Wajdy w Warszawie. Jako reżyser zadebiutował w 2013 roku wielokrotnie nagradzanym filmem krótkometrażowym Ojcze masz.

## Reżyseria
- 2014 – Ojcze masz – krótkometrażowy film fabularny
- 2013 – Stacja Warszawa – film fabularny
- 2012 – Whisky z mlekiem – film dokumentalny

## Scenariusz
- 2014 – Ojcze masz – krótkometrażowy film fabularny
- 2013 – Stacja Warszawa – film fabularny

## Dźwięk na planie
- 2016 – Trzy rozmowy o życiu

## Operator kamery
- 2016 – Nawet nie wiesz jak bardzo cię kocham – film dokumentalny
- 2012 - Hatfields & McCoys: Wojna Klanów (miniserial) prod. USA, Epizod nr 1.
- 2010 – Mała matura 1947 – film i serial
- 2008 – Nieruchomy poruszyciel – film fabularny
- 2006 – Na południe od granicy – spektakl telewizyjny
- 2005 – Jestem – film fabularny

## Współpraca operatorska
- 2014 – Werka
- 2013 – Kiedy będę pyskiem

## Nagrody
- 2014 – Opole (Festiwal Filmowy Opolskie Lamy) – nagroda specjalna jury w kategorii fabuła
- 2015 – Jelenia Góra (Międzynarodowy Festiwal Filmowy „Zoom-Zbliżenia”) – nagroda dla najlepszego filmu fabularnego
- 2016 – Nagroda Polskiego Kina Niezależnego im. Jana Machulskiego – nominacja w kategorii najlepsza reżyseria

## Zdjęcia
- 2016 – Trzy rozmowy o życiu
- 2013 – Wszystko jest morzliwe
- 2011 – Prawdziwy koniec zimnej wojny
- 2011 – Themerson and Themerson
- 2011 – Toys
- 2010 – Kwiekulig